# Công ty Đặc hứa Bắc Borneo

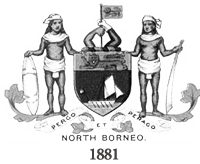
Biểu trưng và khẩu hiệu của Công ty Đặc hứa Bắc Borneo

Công ty Đặc hứa Bắc Borneo (tiếng Anh: North Borneo Chartered Company) hay Công ty Bắc Borneo thuộc Anh (tiếng Anh: British North Borneo Company, tiếng Mã Lai: Syarikat Borneo Utara British) là một công ty đặc hứa (chartered company) được giao quản lý lãnh thổ bảo hộ Bắc Borneo của Đế quốc Anh (nay là bang Sabah của Malaysia) vào tháng 8 năm 1881. Từ đó cho đến năm 1946, các công việc đối nội tại Bắc Borneo là do công ty này quản lý. Đây là lãnh thổ cuối cùng trên thế giới chịu sự quản lý của một công ty đặc hứa.
Khẩu hiệu chính của công ty là Pergo et Perago (tiếng Latinh), nghĩa là "Tôi đảm trách và tôi đạt được".

## Lịch sử

### Thành lập

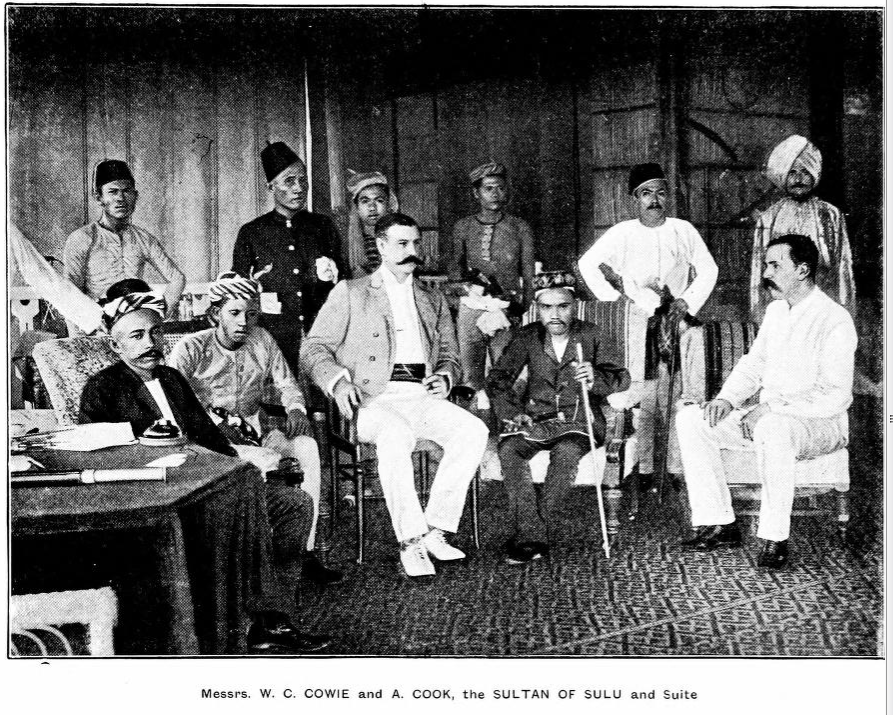
Giám đốc điều hành W. C. Cowie bên vua Sulu

Tháng 9 năm 1865, tổng lãnh sự Hoa Kỳ ở Brunei là Claude Lee Moses bán lại phần nhượng địa tương đương một nửa Bắc Borneo (thuê 10 năm từ 1865 đến 1875) cho hai thương gia đồng hương là Joseph W. Torrey và Thomas B. Harris cùng các bạn làm ăn của họ. Năm 1875, Torrey quay lại để gia hạn thời gian thuê đất, tuy nhiên vị lãnh sự đế quốc Áo-Hung ở Hồng Kông là Baron Gustav von Overbeck đã giành mất cơ hội của ông. Lúc đầu, Overbeck muốn môi giới nhượng địa này cho chính phủ Áo nhưng chỉ nhận được sự hờ hững từ phía họ. Về sau ông xoay sang hợp tác với thương gia lãnh đạo công ty thương mại của Anh ở Thượng Hải và Luân Đôn là Alfred Dent và Edward Dent. Họ tiến hành gặp gỡ các nhà cầm quyền địa phương ở Bắc Borneo để lấy giấy phép khai thác vùng này. Thống đốc Anh ở Labuan (một hòn đảo ngoài khơi thuộc địa Brunei) cũng tham gia cuộc đàm phán. Ngày 29 tháng 12 năm 1877, vua Brunei là Abdul Mumin đồng ý bán đất để đổi lấy 15.000 đô la Straits. Tuy nhiên, vì trước đó vua Brunei đã nhượng một số lãnh thổ cho vua Sulu nên cần thiết phải tiến hành thêm một số cuộc đàm phán nữa. Nhờ có sự tham gia của William Clarke Cowie - nhà thám hiểm người Scotland và là bạn của vua Sulu - mà nhà vua Sulu là Jamal-ul Azam đã đồng ý nhượng đất đổi lấy 5.000 đô la Straits vào ngày 22 tháng 1 năm 1878.
Như vậy, Overbeck và anh em nhà Dent đã lấy được lãnh thổ Bắc Borneo có diện tích lên đến 72.000 km². Tháng 9 năm 1880, Overbeck bán cổ phần của mình cho Dent. Nhằm củng cố quyền chiếm hữu, Dent vạch ra kế hoạch thành lập một công ty được Hoàng gia Anh cấp đặc quyền qua Văn bản đặc hứa Hoàng gia (Royal Charter). Tuy nhiên, do việc cấp phép bị trì hoãn rất lâu nên một công ty trách nhiệm hữu hạn gọi là Hiệp hội Lâm thời Bắc Borneo thuộc Anh (British North Borneo Provisional Association Limited) đã thành lập trước vào năm 1881. Công ty này có số vốn 300.000 bảng Anh, đứng đầu là các giám đốc gồm Sir Rutherford Alcock, Alfred Dent, R. B. Martin, Đô đốc Mayne và W. H. Read. Sau khi nhận được Văn bản đặc hứa Hoàng gia, Công ty Bắc Borneo thuộc Anh chính thức thành lập vào ngày 1 tháng 11 năm 1881, đồng thời Hiệp hội Lâm thời Bắc Borneo thuộc Anh cũng giải thể. Công ty Đặc hứa Bắc Borneo đi vào hoạt động từ tháng 5 năm 1882 với vốn điều lệ là 2 triệu bảng Anh.
Năm 1882, Công ty Đặc hứa Bắc Borneo thiết lập một khu định cư trên đảo Gaya. Tuy nhiên, khu định cư này bị Mat Salleh - một thủ lĩnh bộ tộc bản xứ - cướp bóc và thiêu rụi vào năm 1897. Công ty này bị người dân địa phương chỉ trích vì hoạt động thu thuế của họ.

### Giải thể
Không nơi nào trong Khối thịnh vượng Anh lại bị chiến tranh tàn phá nặng nề như Bắc Borneo. Đến cuối cuộc chiến, người ta đã tiên liệu rằng Công ty sẽ không tài nào chi trả nổi cho việc tái thiết. Vì vậy, công ty từ bỏ Văn bản Đặc hứa Hoàng gia và tuyên bố trao Bắc Borneo cho Văn phòng Thuộc địa Anh. Lịch sử Công ty Đặc hứa Bắc Borneo chấm dứt qua một thoả thuận ký ngày 26 tháng 6 năm 1946, và kể từ ngày 15 tháng 7 năm 1946 đến ngày Liên bang Malaysia thành lập năm 1963, Bắc Borneo là một thuộc địa của Hoàng gia Anh. Thoả thuận với chính phủ Anh cũng bao hàm một khoản tiền bồi thường cấp ngay có trị giá 860.000 bảng, cho phép công ty thanh toán tất cả các nghĩa vụ nợ. Trước đó, công ty này từng từ chối lời đề nghị của chính phủ Anh về việc mua lại tài sản của Công ty với mức giá 2,2 triệu bảng (tương ứng với 13 shilling 4 xu/cổ phiếu). Để giải quyết vấn đề, phía Công ty và phía Văn phòng Thuộc địa đồng tình chọn Lord Uthwatt làm trọng tài độc lập. Tháng 3 năm 1949, Uthwatt công bố quyết định của ông: trả cho Công ty 1,4 triệu bảng tiền bồi thường chuyển giao tài sản cho Hoàng gia nhưng không bao gồm các khoản tiền bồi thường tổn thất chiến tranh mà công ty này đòi hỏi. Tin tức trên khiến các cổ đông thất vọng tràn trề; chỉ sau một đêm, giá cổ phiếu của Công ty sụt từ 17 shilling/cổ phiếu còn 9 shilling 6 xu/cổ phiếu.
Ngày 22 tháng 10 năm 1962 đánh dấu sự thanh lý hoàn toàn Công ty Đặc hứa Bắc Borneo. Từ Luân Đôn, những người chịu trách nhiệm thanh lý thảo "lá thư chính thức cuối cùng", đề địa chỉ là chủ tịch Ủy ban Phúc lợi Xã hội Bắc Borneo (North Borneo Social Welfare Committee) và đính kèm 320 đô la Straits tiền lời từ một khoản đầu tư trước đây của Công ty. Trong thư có đoạn: "Tôi hi vọng rằng ông sẽ chấp nhận món quà nhỏ này kèm với lời chúc tốt lành nhất cho tương lai của Bắc Borneo (...)".

## Khu vực quản lý

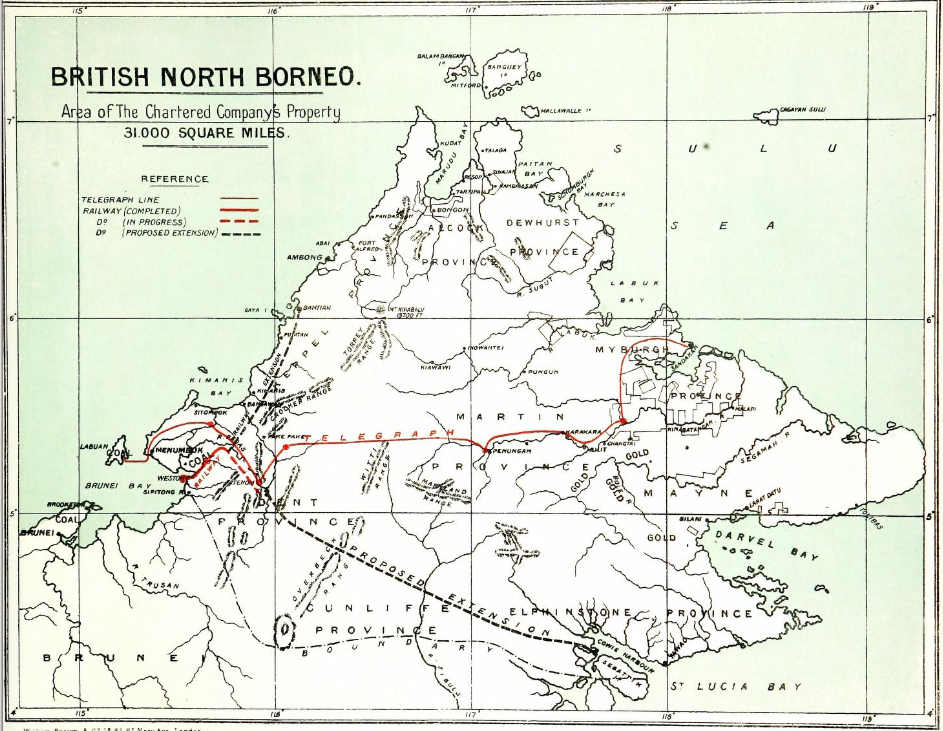
Khu vực thuộc quyền quản lý của Công ty Đặc hứa Bắc Borneo

William Hood Treacher - vị thống đốc đầu tiên của Bắc Borneo - từng có công lớn trong công cuộc mở rộng khu vực quản lý của Công ty Đặc hứa Bắc Borneo. Trong các cuộc đàm phán cam go với Charles Brooke (thống đốc Sarawak), nhiều khu vực không nằm cho giấy phép thuê đất ban đầu đã sáp nhập vào Bắc Borneo, bao gồm Pengalat (1883), bán đảo Klias (1884), Mantanani (1885), Padas Damit (1889) và khu vực Sipitang, Bongawan đến Tuaran (1889).
Mặc dù người Hà Lan đã sớm lập thương trạm tại Borneo sau khi Công ty Đông Ấn Hà Lan thành lập nhưng họ lại không có hoạt động nào đáng kể tại miền Bờ Đông đảo Borneo này. Tình hình thay đổi vào năm 1846 khi Hà Lan ký kết một hiệp ước với vua Bolongan, theo đó Hà Lan được phép kiểm soát vùng này. Năm 1867, con trai vua Bolongan kết hôn với con gái vua Tarakan [có lãnh thổ nằm trong Đông Ấn Hà Lan], và từ đó phạm vi ảnh hưởng của Hà Lan đã vươn đến khu vực quanh Tawau. Tuy nhiên, do phía bắc khu vực của Hà Lan lại chồng lấn lên vùng đất mà vua Sulu tuyên bố chủ quyền nên đã xảy ra xung đột không thể tránh khỏi với người Anh. Để giải quyết tranh chấp, Công ty Đặc hứa Bắc Borneo và Hà Lan tiến hành đàm phán trong thập niên 1880 nhằm xác định ranh giới giữa vùng đất của vua Sulu và vùng đất mà Hà Lan đòi hỏi dựa trên hiệp ước ký với vua Bolongan. Ngày 20 tháng 1 năm 1891, đôi bên cuối cùng cũng đạt được một thoả thuận chọn một đường thẳng dọc theo vĩ tuyến 4°10' Bắc làm biên giới.
Ngày 11 tháng 1 năm 1905, Công ty Đặc hứa Bắc Borneo trao lãnh thổ Lawas cho Sarawak để đổi lại một số mỏ than ở vịnh Brunei.

## Nhiệm vụ
Công ty Đặc hứa Bắc Borneo có hai sứ mệnh. Thứ nhất, công ty phát triển kinh tế thông qua khai thác tài nguyên thiên nhiên trong vùng. Công ty được quyền sử dụng đất đai cho nông nghiệp, thúc đẩy nhập cư, khai mỏ và khai thác gỗ. Thứ hai, căn cứ theo văn bản Đặc hứa Hoàng gia năm 1881 thì công ty này có trách nhiệm tôn trọng các quyền và phong tục của dân bản xứ. Tuy nhiên trong thực tế, những chính sách và quy định nhằm tạo lợi tức của công ty thường giới hạn quyền của dân bản địa, đặc biệt là liên quan đến vấn đề đất đai.
William Hood Treacher đặc biệt chú trọng vấn đề bãi bõ chế độ nô lệ. Tuy nhiên, luật đất đai do ông này ban hành lại chẳng hề tôn trọng quyền đất đai truyền thống của cư dân bản xứ. Năm 1889, vị thống đốc thứ hai là Charles V. Creagh ban hành luật mới xem trọng quyền của dân địa phương hơn.
Bên cạnh các nhiệm vụ trên, Công ty Đặc hứa Bắc Borneo còn phát triển thương mại, thiết lập các đồn điền, mở mang hệ thống chính quyền, tuyển mộ cảnh sát viên theo đạo Sikh từ Bắc Ấn Độ. Công ty này cũng xây dựng tuyến đường sắt từ Kota Kinabalu đến Weston và Melalap.

## Chủ tịch công ty

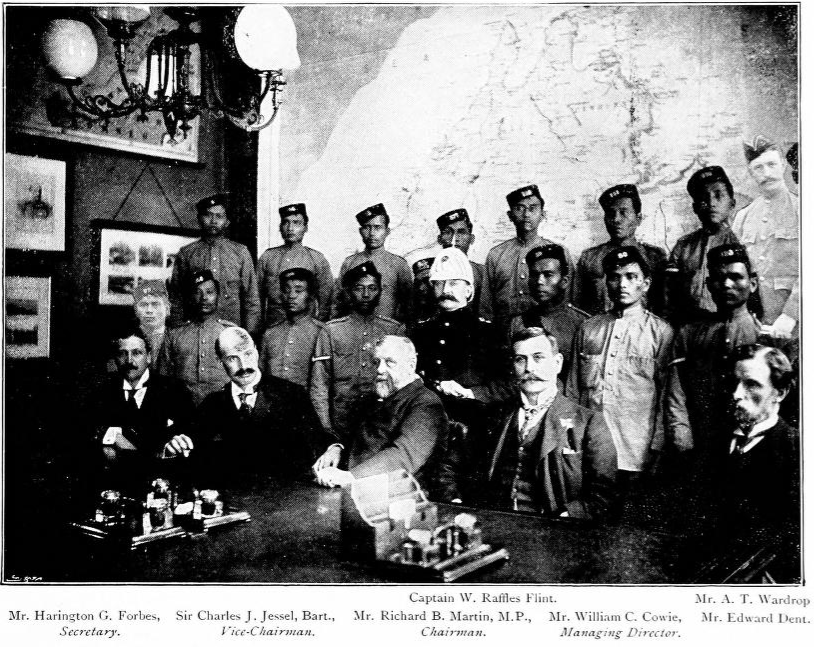
Ban giám đốc

Người đứng đầu Công ty là chủ tịch ban giám đốc. Chức danh này chính thức được gọi là chủ tịch (president) kể từ năm 1910.
| Người đứng đầu Công ty Đặc hứa Bắc Borneo |                          |
| 1882 - 1893                               | Sir Rutherford Alcock    |
| 1893 - 1903                               | Richard Biddulph Martin  |
| 1903 - 1909                               | Sir Charles James Jessel |
| 1909 - 14 tháng 9 năm 1910                | William Clarke Cowie     |
| Chủ tịch Công ty Đặc hứa Bắc Borneo       |                          |
| 1910 - 1926                               | Sir Joseph West Ridgeway |
| 3 tháng 2 năm 1926 - 15 tháng 7 năm 1946  | Sir Neill Malcolm        |